# Heather Tom

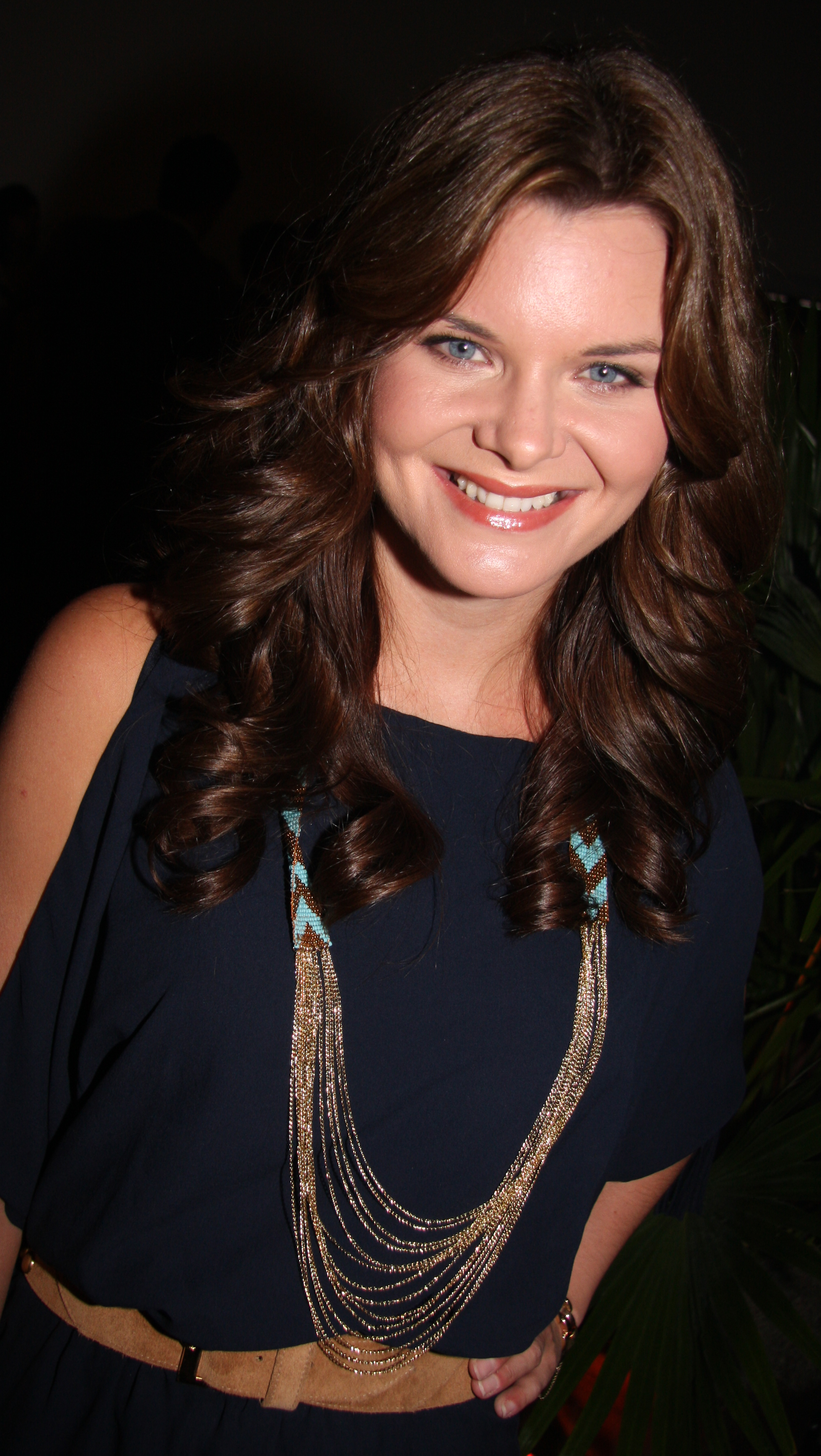
Heather Tom (2009)

Heather Tom (* 4. November 1975 in Hinsdale, Illinois) ist eine US-amerikanische Schauspielerin und mehrfache Daytime-Emmy-Award-Preisträgerin.

## Leben und Karriere
Toms Schwester Nicholle und ihr Bruder David sind ebenfalls Schauspieler.
Tom wurde bekannt als Darstellerin in verschiedenen Fernsehserien. Sie spielte von 1993 bis 2003 in der Seifenoper Schatten der Leidenschaft die Rolle der Victoria Newman. Auch in One Life to Live spielte sie eine langjährige Rolle, sie war in der Serie von 2003 bis 2007 als Kelly Cramer zu sehen. Seit 2007 spielt sie die Katie Logan in der Soap Reich und schön. Sie war daneben in weiteren Fernsehfilmen und -serien zu sehen, wie zum Beispiel Wer ist hier der Boss? oder Monk.
Tom wurde mehrmals nominiert und gewann 1993 und 1999 den Daytime Emmy Award als Outstanding Younger Actress in a Drama Series in Schatten der Leidenschaft. Bei den Soap Opera Digest Awards wurde sie 1997 als Best Younger Leading Actress ausgezeichnet.
Tom ist seit dem 17. September 2011 mit James Achor verheiratet. Das Paar hat einen Sohn (* 2012).

## Filmografie (Auswahl)
- 1989: Wer ist hier der Boss? (Who’s the Boss?, Fernsehserie, 1 Episode)
- 1990: Romantik bevorzugt (She’ll Take Romance, Fernsehfilm)
- 1993–2003: Schatten der Leidenschaft (The Young and the Restless, Fernsehserie, 184 Episoden)
- 1995: Mit der Angst in ihren Augen (Deadly Whispers, Fernsehfilm)
- 2006: Liebe, Lüge, Leidenschaft (One Life to Live, Fernsehserie, 3 Episoden)
- 2007: Monk (Fernsehserie, 1 Episode)
- seit 2007: Reich und Schön (The Bold And The Beautiful, Fernsehserie)
- 2011: Criminal Minds (Fernsehserie, eine Episode)
- 2016: Little Dead Rotting Hood – Keine Angst vorm bösen Wolf (Little Dead Rotting Hood)